# Aroche

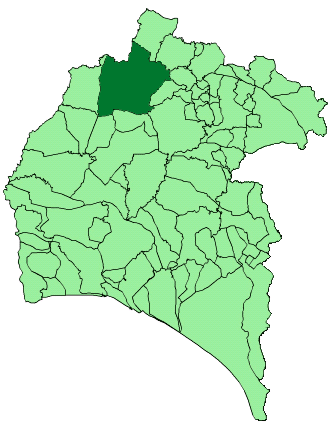
Localização de Aroche

Aroche (em português Arouche) é um município raiano da Espanha na província de Huelva, comunidade autónoma da Andaluzia, de área 499 km² com população de 3251 habitantes (2011) e densidade populacional de 6,51 hab./km².
A cidade de Arucci, foi fundada no período Augusto, algures nas duas últimas décadas do século I a.C., e representa o fim de um longo processo de controlo territorial e pacificação na Béturia Céltica. Através de um estabelecimento ex-recente, este povoado apresentou os elementos típicos da configuração urbana das cidades romanas no contexto hispânico e mediterrânico ocidental. Os resultados de mais de duas décadas de escavações e pesquisas geofísicas permitem-nos definir claramente tanto os seus espaços intra-moenia, edifícios públicos, vias e áreas residenciais, como os seus subúrbios, necrópoles, edifícios monumentais, etc.

## Demografia
| Variação demográfica do município entre 1991 e 2004 | Variação demográfica do município entre 1991 e 2004 | Variação demográfica do município entre 1991 e 2004 | Variação demográfica do município entre 1991 e 2004 |
| --------------------------------------------------- | --------------------------------------------------- | --------------------------------------------------- | --------------------------------------------------- |
| 1991                                                | 1996                                                | 2001                                                | 2004                                                |
| 3593                                                | 3581                                                | 3419                                                | 3360                                                |